# Namangã (província)
Namangã (em usbeque: Наманган; romaniz.: Namangan) é uma província (viloyatlar) do Usbequistão com capital em Namangã. Tem 7 440 quilômetros quadrados e segundo censo de 2020, havia 2 810 843 habitantes.